# Linh dương Yemen
Linh dương Yemen hay còn gọi là Linh dương của Nữ hoàng Sheba (Danh pháp khoa học: Gazella bilkis arabica) là một phân loài đã tuyệt chủng của linh dương Ả Rập cũng là loài đã tuyệt chủng. Đôi khi nó được coi là một loài theo đúng nghĩa của nó: Gazella bilkis.
Nó đã được tìm thấy trên những ngọn núi và sườn đồi ở Yemen, nhưng không ai được nhìn thấy kể từ năm 1951, trong khi năm mẫu vật được thu thập trong vùng núi gần Ta'izz, nơi nó được báo cáo là xuất hiện phổ biến vào thời điểm đó. Các cuộc điều tra trong khu vực xảy ra trước đây của chúng đã không tìm thấy bất kỳ dấu hiệu của sự hiện diện của nó. Năm 1985, một bức ảnh của linh dương đã được thực hiện trong một bộ sưu tập tư nhân là Al Wabra Wildlife Farm, tại Qatar.
Nhà động vật học Colin Groves tuyên bố những có thể có thể có những cá thể còn sống sót. Nó không được xác nhận liệu những động vật thực sự thuộc về loài này. Trong thời gian ngắn, loài này đã bị tuyệt chủng trước khi được biết, mẫu vật được thu thập, được cho biết rằng có loại này, nhưng khi chúng đang được đang tìm kiếm thì đã chấm dứt vì lý do không được biết đến.